# Heinz Jercha
Heinz Jercha, né le 1er juillet 1934 à Berlin et mort le 27 mars 1962 à Berlin-Ouest, est l'une des victimes du Mur de Berlin. Citoyen de Berlin-Ouest, il est abattu par des agents de la Stasi en tentant d'aider des ressortissants de Berlin-Est à passer à l'Ouest.
Citoyen de la République démocratique allemande (RDA, Allemagne de l'Est), il passe à l'Ouest dans les années 1950, et travaille comme boucher à Berlin-Ouest. Au printemps 1962, il rejoint un groupe de passeurs ouest-allemands qui aident des habitants de Berlin-Est à passer le Mur. Le groupe creuse un tunnel sous Heidelberger Straße, une rue traversée par le Mur de Berlin dans le sens de la longueur, entre le quartier de Neukölln à l'Ouest et le quartier de Treptow à l'Est. Partant du bâtiment au numéro 35 de la rue (à l'Ouest), le tunnel émerge au numéro 75. En quelques jours au mois de mars, le groupe aide plusieurs douzaines de personnes à fuir par le tunnel, contre rémunération.
Deux étudiants est-allemands passés à l'ouest paient Heinz Jercha pour qu'il aide l'un de leurs amis resté à Berlin-Est à fuir. Le soir du 27 mars, il traverse le tunnel avec Harry Seidel, passeur et ancien cycliste de compétition est-allemand qui, pour sa part, aide les transfuges par idéalisme, sans rémunération. Les deux hommes aident un couple âgé à fuir par le tunnel, puis retournent au bâtiment abandonné au 75 Heidelberger Straße, où l'ami des étudiants doit les attendre. Jercha monte le retrouver à l'étage, tandis que Seidel monte la garde auprès du tunnel. La Stasi (organe de sécurité de l'État) a toutefois pris connaissance du tunnel grâce à un informateur, et Jercha, qui est armé d'un pistolet, se trouve confronté à un groupe d'agents de la Stasi. Lorsqu'ils lui ordonnent de se rendre, il tente de les aveugler avec sa lampe-torche, et fuit. Ils ouvrent le feu et le poursuivent. Atteint au torse d'une balle par ricochet, Jercha parvient à fuir par le tunnel avec Seidel, mais décède de sa blessure peu après.
Tandis que le groupe de passeurs auquel appartient Jercha, et ses semblables, sont considérés officiellement par les autorités de l'Est comme des trafiquants d'êtres humains, et donc comme des criminels, ils sont tacitement soutenus par les autorités à l'Ouest. L'annonce de la mort de Heinz Jercha, trois mois après la mort du passeur Dieter Wohlfahrt, émeut l'opinion publique à l'Ouest, qui réclame un soutien financier à l'épouse du défunt, et à sa fille âgée de cinq ans. Le gouvernement ouest-allemand accède à cette demande en accordant à la veuve une pension identique à celles de veuves de soldats tombés au front en temps de guerre. Des représentants du gouvernement de la République fédérale allemande, ainsi que des autorités de Berlin-Ouest, assistent aux funérailles de Heinz Jercha.
Après la disparition de la RDA en 1990, les autorités ouvrent une enquête et identifient les quatre anciens agents de la Stasi qui avaient ouvert le feu sur lui. Le tribunal conclut que les agents avaient pour objectif d'arrêter un citoyen ouest-allemand qui avait pénétré illégalement le territoire de la RDA, et que l'accusation d'homicide ne peut donc pas être retenue à leur encontre. Les accusés sont relaxés. Jercha est commémoré par une plaque au 35 Heidelberger Straße.